# Edgar của Anh

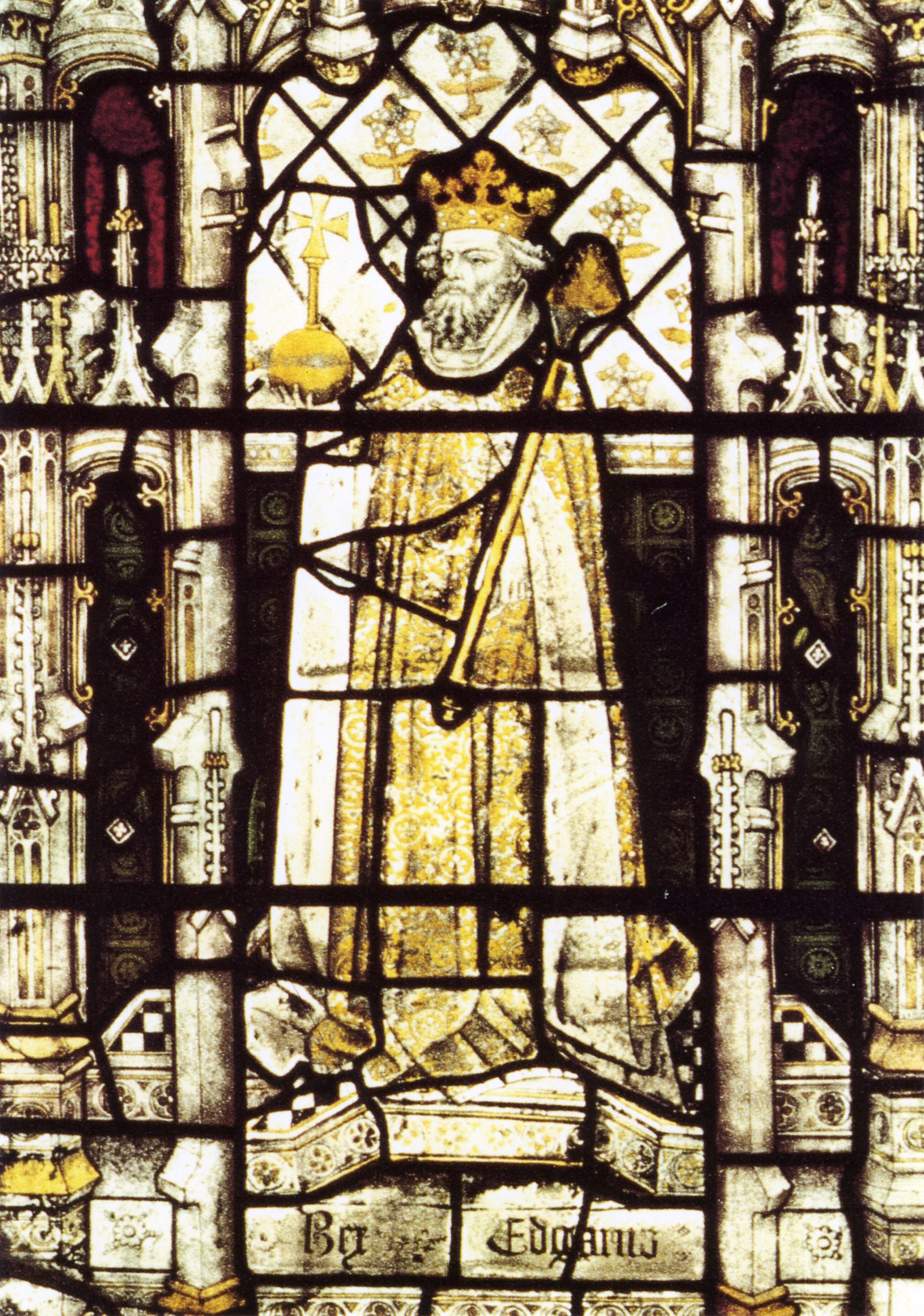
Vua Edgar từ cửa kính màu tại nhà nguyện được xây dựng từ giữa thế kỷ 15 thuộc đại học All Souls, Oxford. Phần cửa màu gần như được giữ nguyên bản ngoại trừ phần đầu Edgar; phần này được Clayton và Bell thay thế vào những năm 1870.

Edgar (Tiếng Anh cổ: Ēadgār, [dɣɑːr]; c. 943 - 8 tháng 7 năm 975), được gọi là Edgar Hòa bình là Vua của Anh từ năm 959 cho đến khi qua đời. Ông là con trai của Edmund I và Ælfgifu xứ Shaftesbury, và lên ngôi khi còn là một thiếu niên, sau cái chết của anh trai Eadwig. Với tư cách là vua, Edgar củng cố thêm sự thống nhất chính trị mà những vị vua tiền nhiệm đạt được, với triều đại của ông được ghi nhận vì sự ổn định tương đối. Cố vấn đáng tin cậy nhất của ông là Dunstan, người mà ông nhớ lại từ thời lưu đày và làm Tổng giám mục Canterbury. Đỉnh cao của triều đại Edgar là lễ đăng quang của ông tại Bath năm 973, được tổ chức bởi Dunstan và là cơ sở cho buổi lễ đăng quang hiện tại. Sau khi chết, ông được con trai Edward kế vị, mặc dù quyền kế vị đã bị tranh chấp.

## Thời trẻ
Edgar là con trai của Edmund I và Ælfgifu xứ Shaftesbury. Sau cái chết của Vua Edmund năm 946, chú của Edgar, Eadred, cai trị cho đến năm 955. Eadred được kế thừa bởi cháu trai của ông, Eadwig, con trai cả của Edmund. Eadwig không phải là một vị vua nổi tiếng, và triều đại của ông được đánh dấu bằng xung đột với các quý tộc và Giáo hội, chủ yếu là Thánh Dunstan và Đức Tổng Giám mục Oda. Năm 957, các vương quốc của Mercia và Northumbria đã đổi lòng trung thành với Edgar. Một hội nghị của các quý tộc tuyên bố Edgar là vua của lãnh thổ phía bắc sông Thames. Edgar trở thành Vua Anh khi Eadwig qua đời vào tháng 10 năm 959, khi ấy 16 tuổi.

## Đăng quang ở Bath
Edgar lên ngôi tại Bath và cùng với vợ Ælfthryth được xức dầu, tạo tiền lệ cho sự đăng quang của một nữ hoàng ở chính nước Anh. Sự đăng quang của Edgar đã không xảy ra cho đến năm 973, trong một buổi lễ của hoàng gia được lên kế hoạch không phải là sự khởi đầu, mà là đỉnh cao của triều đại của ông (một động thái phải có rất nhiều ngoại giao sơ bộ).
Lễ đăng quang tượng trưng là một bước quan trọng; các vị vua khác của Anh đã đến và trao lòng trung thành với Edgar ngay sau đó tại Chester. Sáu vị vua ở Anh, bao gồm Vua xứ Scotland và Vua Strathclyde, đã cam kết rằng họ sẽ là người nói dối của nhà vua trên biển và đất liền. Các nhà biên niên sử sau này đã biến các vị vua thành tám người, tất cả đều miệt mài với mái chèo của sà lan Edgar trên sông Dee. Những tô điểm như vậy có thể không thực tế, và những gì thực sự xảy ra là không rõ ràng.

## Trị vì
Những hành động đầu tiên của Edgar là triệu Dunstan khỏi sự lưu vong và nhờ ngài làm Giám mục của Worcester và Trụ trì Tu viện Glastonbury, sau đó là Giám mục Luân Đôn và sau đó là Tổng Giám mục Canterbury). Dunstan vẫn là cố vấn của Edgar trong suốt triều đại của mình. Trong khi Edgar có thể không phải là một người đàn ông đặc biệt hòa bình, triều đại của ông vẫn bình yên. Vương quốc Anh được thành lập tốt, và Edgar củng cố sự thống nhất chính trị đạt được bởi những người tiền nhiệm. Đến cuối triều đại của mình, nước Anh đã thống nhất đủ để không có khả năng thoái lui trở lại tình trạng chia rẽ giữa các vị vua đối địch, vì nó phải ở một mức độ dưới triều đại của Eadred. William Blackstone đề cập rằng Vua Edgar đã đo lường tiêu chuẩn hóa trong toàn cõi. Theo George Molyneaux, triều đại của Edgar, "hơn cả triều đại của Alfred hay Athelstan, có lẽ là giai đoạn then chốt nhất trong sự phát triển của các cấu trúc thể chế là nền tảng cho sự cai trị của hoàng gia trong vương quốc thế kỷ thứ mười một". Thật vậy, một vị vua đầu thế kỷ thứ mười một, Knud Đại đế tuyên bố trong một lá thư gửi cho các chủ thể của mình rằng ''đó là ý chí của ta rằng tất cả quốc gia, giáo hội và giáo dân, sẽ kiên định tuân theo luật pháp của Edgar, mà tất cả mọi người đã chọn và tuyên thệ tại Oxford''.

## Qua đời
Edgar qua đời vào ngày 8 tháng 7 năm 975 tại Winchester, Hampshire. Ông được chôn cất tại Tu viện Glastonbury.